# Georgina Oliva i Peña
Georgina Oliva i Peña (Barcelona, 19 de noviembre del 1980) es una socióloga y política española.
Es licenciada en Sociología por la Universidad de Barcelona. Tiene estudios del segundo ciclo de Ciencias Políticas y de la Administración en la misma universidad. Ha sido responsable de la secretaría técnica de la Fundación Josep Irla y asesora del Instituto Catalán de las Mujeres en planes locales de políticas de mujeres Actualmente es técnica de Infancia y de mujeres del Consorcio de Servicios Sociales de Barcelona.
A nivel político ha sido militante de las JERC dónde ha sido secretaria de formación (2001-2003) y de organización y finanzas (2003-2005) y es miembro de Esquerra Republicana de Catalunya donde se ha ocupado de la secretaría de las mujeres y de la de formación. Del 2006 al 2008 fue diputada en el Congreso de los Diputados (VIII Legislatura) en sustitución de Joan Puigcercós. Está afiliada en la Intersindical-CSC y asociada a Dones.cat.